# Calopteryx cornelia
Calopteryx cornelia е вид водно конче от семейство Calopterygidae. Видът не е застрашен от изчезване.

## Разпространение
Разпространен е в Япония (Кюшу, Хокайдо, Хоншу и Шикоку).